# Equipe venezuelana na Copa Billie Jean King
A equipe venezuelana na Copa Billie Jean King representa a Venezuela na Copa Billie Jean King, principal competição de tênis feminina por equipes do mundo. É administrada pela Federación Venezolana de Tenis.

## História
A Venezuela competiu pela primeira vez em 1984. Seus melhores resultados foram chegar aos play-offs do Grupo Mundial de 1998 e 2001.

## Escalação atual
Para o Grupo II das Américas de 2022, entre 25 e 30 de abril:
- Nadia Echeverria Alam
- Vanesa Suarez
- Isabella Colmenares Biaggini
- Daniela Rivera